# Roads Authority (Namibia)

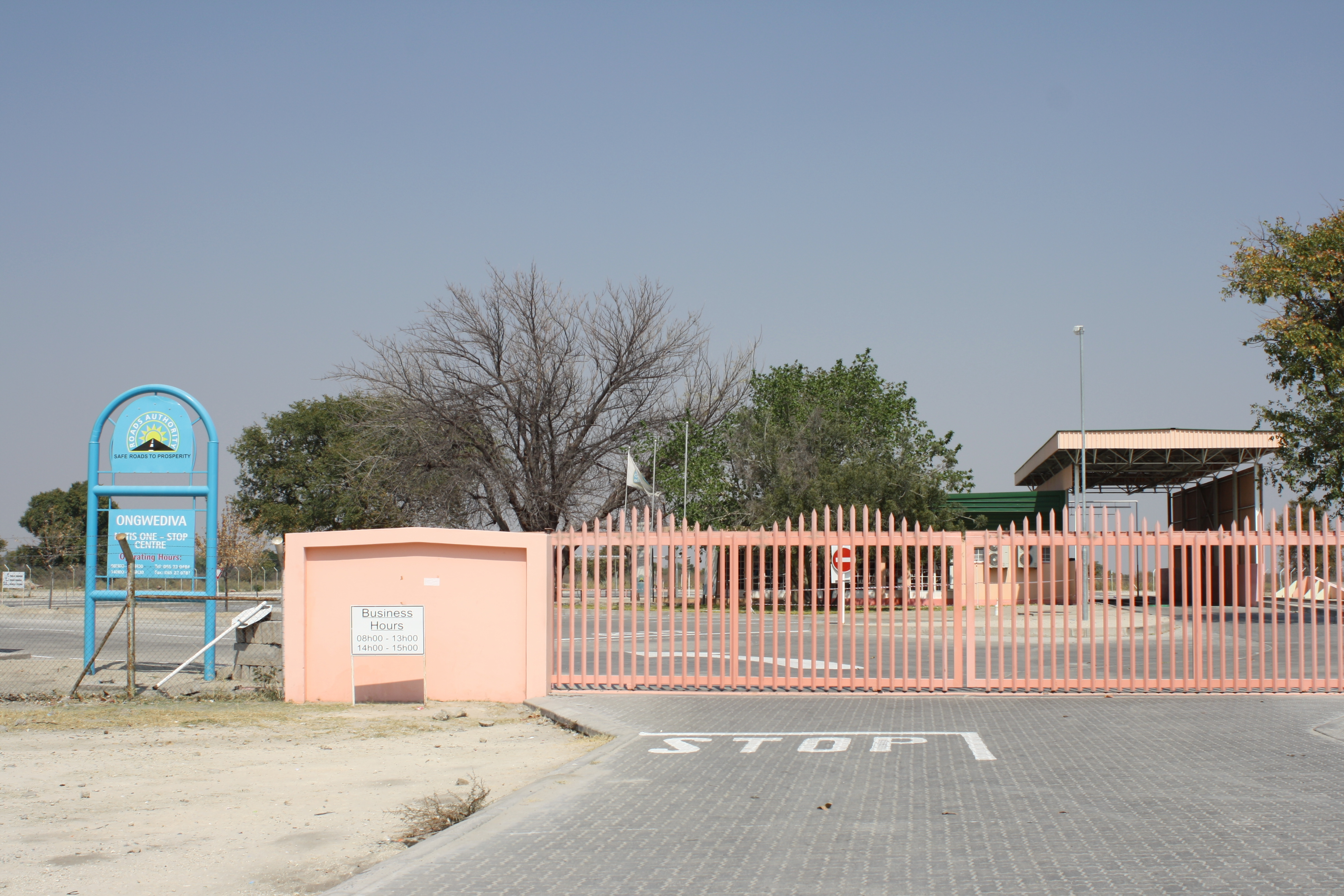
Werksgelände des Namibia Traffic Information System (NaTIS) in Ongwediva

Die Roads Authority (RA; in deutsch so viel wie Straßenbehörde) ist die dem Ministerium für Öffentliche Arbeiten und Verkehr unterstellte staatliche Einrichtung in Namibia, die für Bau und Instandhaltung von Straßen zuständig ist.
Der physische Bau und die Instandhaltung der Straßen in Namibia wird vom ebenfalls staatlichen Unternehmen Roads Contractor Company durchgeführt.
Die Behörde wird von Conrad Mutonga Lutombi geführt.

## Aufgaben und Verwaltung
Die Roads Authority setzt sich aus verschiedenen Divisionen und Abteilungen zusammen.
- Bau und Erneuerung
- Instandhaltung
- Straßenverkehrsplanung und -beratung
- Straßen-Management (zum Beispiel Maut durch die Road Fund Administration)
- Straßen- und Transportüberwachung
- Transportinformation und Regulierungsdienstleistungen

Intern agierende Abteilungen sind:
- Unternehmenskommunikation
- Unternehmensdienstleistungen
- Interne Finanzbuchhaltung
- Rechtsberatung